# شرکت هیبون
شرکت اوبون (به ژاپنی: 株式会社平凡社 へいぼんしゃ) یک شرکت چاپ ژاپنی است که در زمینه چاپ دانشنامه شهرت دارد. مرکز این انتشارات در شهر توکیو می‌باشد.